# Karl Dziatzko
Karl Franz Otto Dziatzko (ur. 27 stycznia 1842 w Neustadt O.S., zm. 13 stycznia 1903 w Getyndze) – niemiecki filolog klasyczny i bibliolog, dyrektor bibliotek uniwersyteckich we Wrocławiu i Getyndze.

## Życiorys
Od 1859 do 1863 studiował filologię klasyczną na Uniwersytecie Wrocławskim i Uniwersytecie w Bonn. W Bonn był pod wpływem filologa Friedricha Wilhelma Ritschla i pracował jako asystent w bibliotece uniwersyteckiej. W 1863 otrzymał doktorat dzięki swojej pracy dyplomowej o Plaucie i Terencjuszu. Po ukończeniu szkoły pracował jako nauczyciel w Opolu i Lucernie.
W 1871 został głównym bibliologiem na Uniwersytecie Albrechta i Ludwika we Fryburgu. Tego samego roku został habilitowany. Przez krótki okres był nauczycielem w szkole w Karlsruhe, a w 1972 roku został głównym dyrektorem biblioteki Uniwersytetu Wrocławskiego. Od 1886 do swojej śmierci w 1903 był dyrektorem biblioteki i profesorem bibliotekoznawstwa Uniwersytetu w Getyndze.

## Publikacje
- De prologis Plautinis et Terentianis quaestiones selectae, Bonn 1863.
- Ausgewählte Komödien des P. Terentius Afer : zur Einführung in die Lektüre der altlateinischen Lustspiele. Teubner, Leipzig 1874. (viele Neuauflagen)
- P. Terenti Afri Comoediae. Tauchnitz. Leipzig 1884.
- Instruction für die Ordnung der Titel im Alphabetischen Zettelkatalog der Königlichen und Universitäts-Bibliothek zu Breslau. Asher, Berlin 1886.
- Beiträge zur Gutenbergfrage. Asher, Berlin 1889.
- Gutenbergs früheste Druckerpraxis. Asher, Berlin 1890.
- Entwickelung und gegenwärtiger Stand der wissenschaftlichen Bibliotheken Deutschlands mit besonderer Berücksichtigung Preußens. Spirgatis, Leipzig 1893.
- Untersuchungen über ausgewählte Kapitel des antiken Buchwesens. Teubner, Leipzig 1900.
- Das neue Fragment der Περικειρομένη [Perikeiromene] des Menander. Leipzig: Teubner, 1900 (=Sonderdruck aus dem XXVII. Supplementband der Jahrbücher für classische Philologie, Festschrift C. F. W. Müller, S. 123–134)[2].